# アンドリヤ・バリッチ
アンドリヤ・バリッチ（Andrija Balić、1997年8月11日 - ）は、クロアチア・スプリト出身のサッカー選手。フォルトゥナ・リーガ・FC ViOnズラテー・モラフツェ所属。ポジションはMF。

## クラブ経歴
2007年、ドゥゴポリェからハイドゥク・スプリトの下部組織に加入し、2013-14シーズン、ニコラ・ヴラシッチと共にプロ契約を交わす。2014年4月13日、第30節RNKスプリト戦にてリーグデビュー並びにトップチームデビュー。2015-16シーズン、中盤の位置でレギュラーの座を掴み、リーグ前半戦のみで16試合2得点を記録した。
2016年2月1日、ウディネーゼ・カルチョへと移籍した。冬からの加入ということもあり、2015-16シーズン中での移籍後デビューは叶わなかったが、翌シーズンの2017年5月7日、第35節アタランタ戦で移籍後初出場を飾り、28日の最終節インテル戦では初ゴールをマークした。
2019年1月24日、エールディヴィジのフォルトゥナ・シッタートに2018-19シーズン終了までレンタル移籍した。
2019年8月30日、セリエBに所属するペルージャ・カルチョに2019-20シーズン一杯までの契約でレンタル移籍した。
2020年2月14日、ペルージャで満足いく出場機会が得られず、契約を早めに切り上げFC DAC 1904ドゥナイスカー・ストレダにレンタル移籍した。シーズン終了後完全移籍となり、3年契約を結んだ。

## 個人成績
2020年2月14日現在
| クラブ                          | シーズン     | リーグ               | リーグ | リーグ | カップ | カップ | UEFA | UEFA | 通算 | 通算 |
| クラブ                          | シーズン     | ディヴィジョン       | 出場   | 得点   | 出場   | 得点   | 出場 | 得点 | 出場 | 得点 |
| ------------------------------- | ------------ | -------------------- | ------ | ------ | ------ | ------ | ---- | ---- | ---- | ---- |
| ハイドゥク・スプリト            | 2013-14      | プルヴァHNL          | 2      | 0      | –      | –      | ー   | ー   | 2    | 0    |
| ハイドゥク・スプリト            | 2014-15      | プルヴァHNL          | 14     | 4      | 3      | 2      | ー   | ー   | 17   | 6    |
| ハイドゥク・スプリト            | 2015-16      | プルヴァHNL          | 16     | 2      | 2      | 0      | 8    | 2    | 26   | 4    |
| ハイドゥク・スプリト            | 通算         | 通算                 | 32     | 6      | 5      | 2      | 8    | 2    | 45   | 10   |
| ウディネーゼ                    | 2016-17      | セリエA              | 4      | 1      | –      | –      | ー   | ー   | 4    | 1    |
| ウディネーゼ                    | 2017-18      | セリエA              | 21     | 0      | 3      | 0      | ー   | ー   | 24   | 0    |
| ウディネーゼ                    | 2018-19      | セリエA              | 4      | 0      | 1      | 0      | ー   | ー   | 5    | 0    |
| ウディネーゼ                    | 通算         | 通算                 | 29     | 1      | 4      | 0      | 0    | 0    | 33   | 1    |
| フォルトゥナ・シッタート (loan) | 2018-19      | エールディヴィジ     | 6      | 0      | –      | –      | ー   | ー   | 6    | 0    |
| ペルージャ (loan)               | 2019-20      | セリエB              | 10     | 0      | 1      | 0      | ー   | ー   | 11   | 0    |
| ドゥナイスカー・ストレダ (loan) | 2019-20      | フォルトゥナ・リーガ |        |        |        |        | ー   | ー   |      |      |
| キャリア通算                    | キャリア通算 | キャリア通算         | 77     | 7      | 10     | 2      | 8    | 2    | 95   | 11   |